# ماريو كلارك
ماريو كلارك (بالإنجليزية: Mario Clark)‏ هو لاعب كرة قدم أمريكية أمريكي، ولد في 29 مارس 1954 في باسادينا في الولايات المتحدة.

## وصلات خارجية
- ماريو كلارك على موقع مرجع كرة القدم المحترفة.كوم (الإنجليزية)